# John Bryan Taylor
John Bryan Taylor (Birmingham, 1928) é um físico teórico britânico. Suas pesquisas são centradas sobre o plasma.
Em 1999 recebeu o Prêmio James Clerk Maxwell de Física do Plasma.